# Binnenhafen

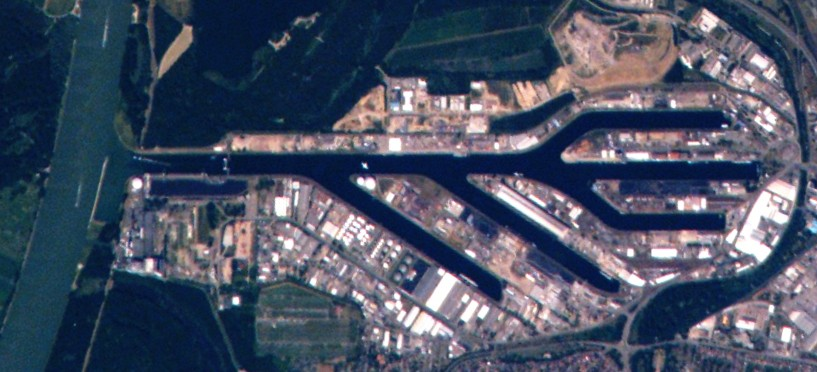
Der Rheinhafen Karlsruhe, fotografiert von der Raumstation ISS aus

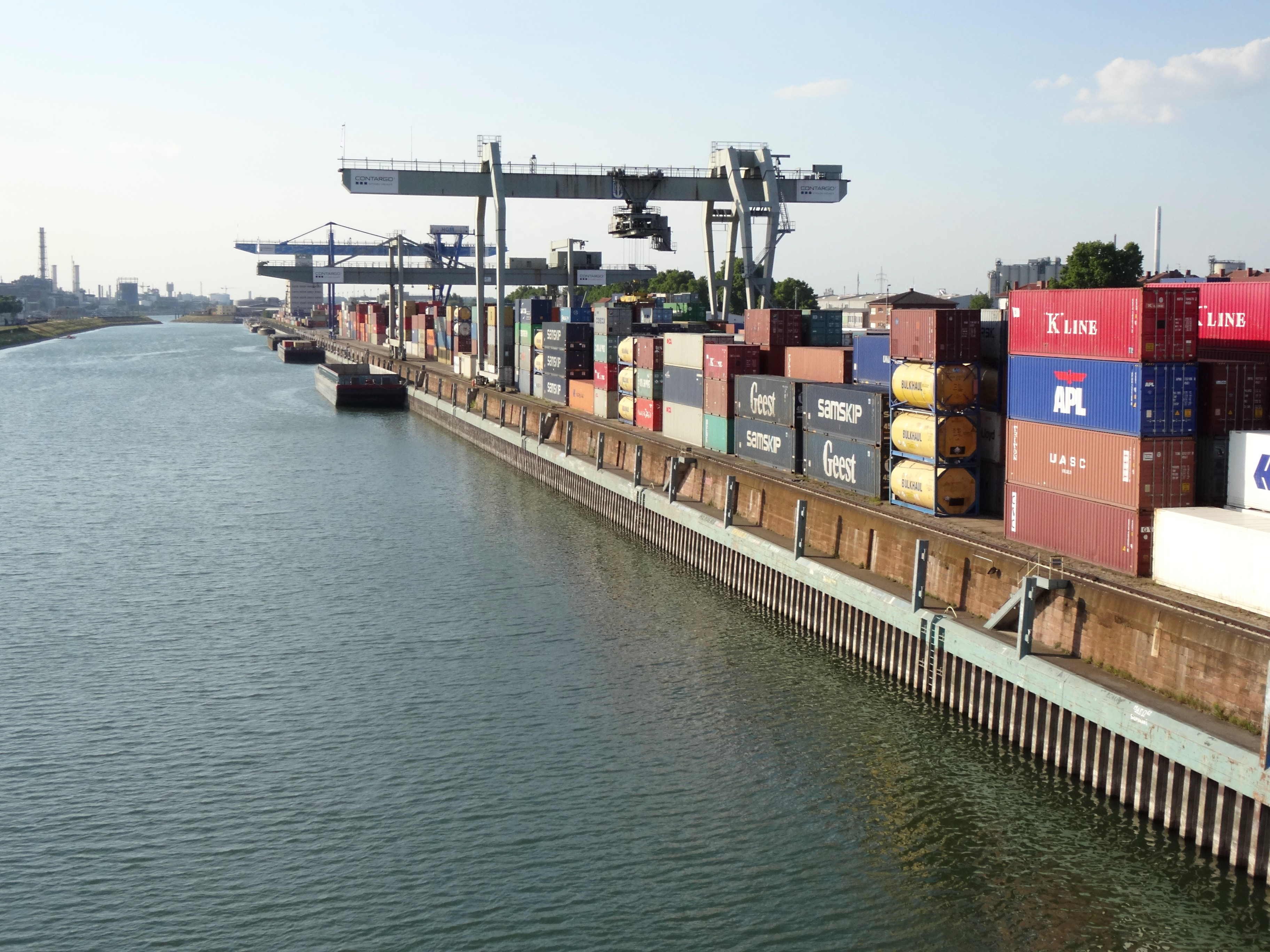
Hafen Mannheim

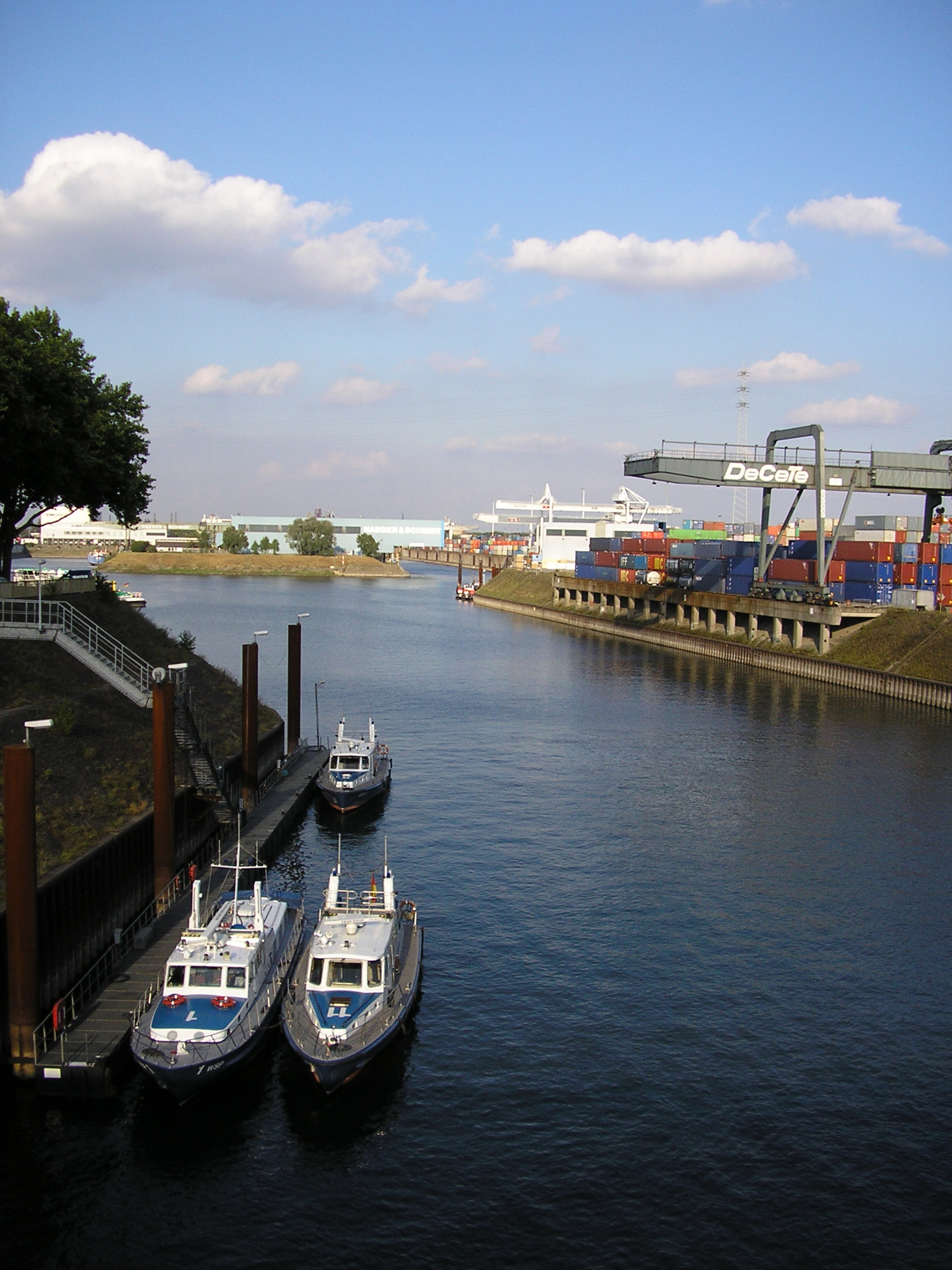
Hafen Duisburg

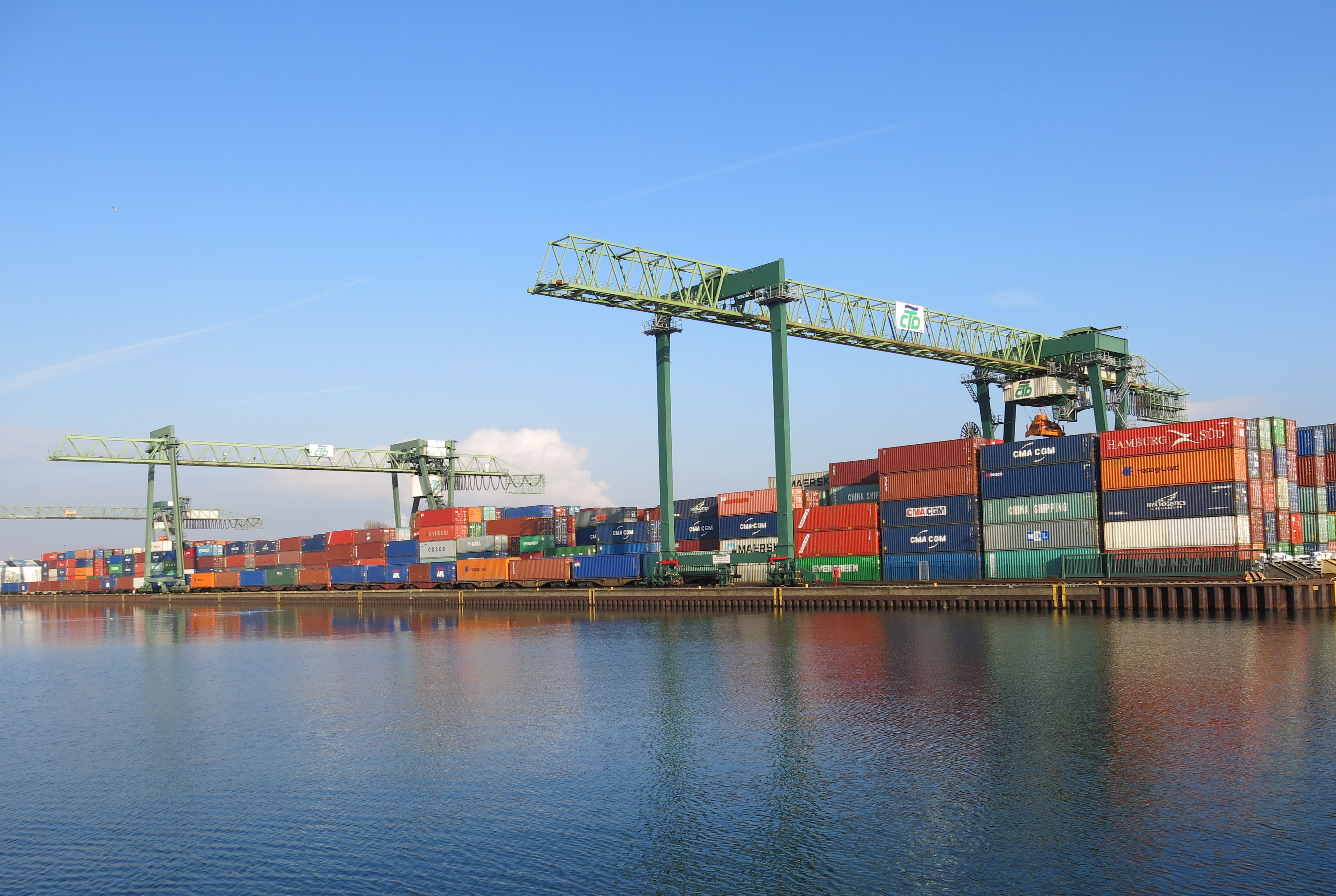
Containerterminal Dortmund

Ein Binnenhafen ist ein Hafen im Inneren einer Landmasse an einer Binnenwasserstraße oder einem Binnensee. Er wird überwiegend von Binnenschiffen verwendet, kann aber auch, abhängig von ihrer Länge, Breite und ihrem Tiefgang, von Küstenmotorschiffen und kleineren Seeschiffen angelaufen und genutzt werden.

## Hafentypen
Binnenhäfen können wie Häfen im Allgemeinen nach ihrem Verwendungszweck unterschieden werden:
- Handelshafen für den Warenumschlag (Verschiffung)
  - Öl- und Chemiehafen
  - Stückguthafen
  - Containerhafen
  - Schüttguthafen
- Fischereihafen
- Schwimmanleger für Fahrgast- und Personenschiffe
- Fährhafen – für Autofähren oder Eisenbahnfähren, oft gemischt
- Marinestützpunkt, Wasserschutzpolizei
- Freizeithafen, Marina – für Sportboote
- Bauhafen – zur Unterhaltung der Wasserwege
- Werft, Dock
- Not- bzw. Schutzhafen – in dem sich Schiffe vor Unwetter oder Eisgang in Sicherheit bringen können
- Heimathafen – in dem ein Schiff registriert ist

Des Weiteren wird nach Betreiber unterschieden:
- Öffentliche Häfen werden von Kommunen oder Bundesländern betrieben.
- Privathäfen werden von Privatleuten oder Unternehmen betrieben. Werden Privathäfen von Industriebetrieben betrieben, so werden sie auch Werkshäfen genannt.

## Lage
Binnenhäfen liegen an schiffbaren Gewässern im Inneren einer Landmasse. Dies können Binnenwasserstraßen, also größere Flüsse und Kanäle, oder Binnenseen sein. Darüber hinaus ergibt sich die Lage eines Binnenhafens meist aus seinem Verwendungszweck.

### Handelshäfen
Handelshäfen liegen meist
- an logistisch günstig gelegenen Orten wie Kreuzungen von Verkehrswegen
- in der Nähe von großen Verbrauchern, wie beispielsweise Städten oder Industriebetrieben
- in der Nähe von Produzenten, damit auch von Rohstofflagerstätten.

Speziell für Handelshäfen werden mitunter Kanäle gebaut, um Gebiete ohne Anbindung an das Wasserstraßennetz künftig per Schifffahrt zu erschließen.

### Werkshäfen

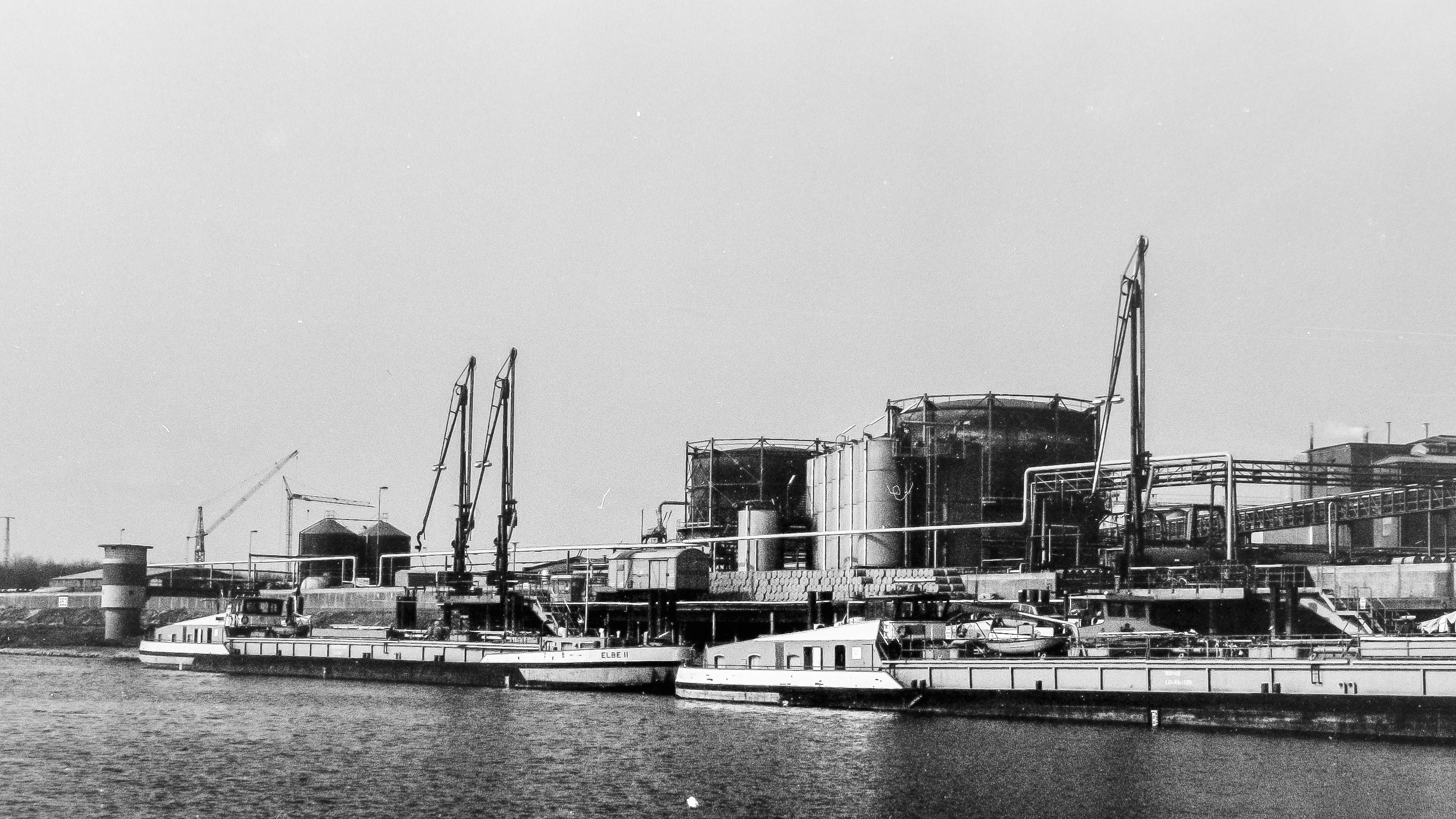
Werkshafen in Emmerich am Rhein

Werkshäfen liegen meist auf dem Gelände eines Industriebetriebes oder in dessen unmittelbarer Nähe. Sie dienen der Versorgung mit Rohstoffen oder dem Verschiffen von Erzeugnissen.

## Infrastruktur
Binnenhäfen stellen den Schiffen im Allgemeinen Orte zum Anlegen zur Verfügung. Er besteht insbesondere aus Hafenbecken sowie Kais und Molen. Meist besteht außerdem eine Anbindung an das öffentliche Straßennetz. Darüber hinaus hängt die Infrastruktur vom jeweiligen Hafentyp ab.

### Handelshäfen
Handelshäfen stellen Schiffen die Infrastruktur zur Verfügung, um ihre Fracht umschlagen, lagern und weitertransportieren zu können. Dabei wird in der Regel nach Warenart unterschieden.
- Flüssige und gasförmige Waren, im Allgemeinen Fluide genannt, werden  mit Rohrleitungen und Pumpen umgeschlagen.
- Schüttgüter werden, wenn sie freifließend sind, mit der pneumatischen Förderung umgeschlagen. Sonst können sie auch mit Baggern, Schaufeln, Greifern oder Förderbändern umgeschlagen werden.
- Stückgüter werden meist mit Kranen umgeschlagen. Für Container als spezielle standardisierte Form des Stückgutes werden hierauf spezialisierte Containerkrane verwendet.

Handelshäfen sind zum Weitertransport der Waren meist an weitere Verkehrswege, wie Straßenverkehr, Schienenverkehr, Luftverkehr und Pipelinenetze angeschlossen. Werden die Waren nicht direkt auf ein anderes Transportmittel umgeschlagen, können sie im Hafen zwischengelagert werden. Dies geschieht je nach Warenart in Tanklagern, Silos oder Lagerhäusern, auch Speicher genannt, oder bei witterungsunempfindlicher Ware wie beispielsweise Containern auch unter freiem Himmel.

## Finanzierung
Häfen erheben Liegegebühren siehe Demurrage und ggfs. Entgelte für andere Dienstleistungen. In Deutschland gilt für die Vergütung die Verordnung über die Lade- und Löschzeiten sowie das Liegegeld in der Binnenschifffahrt (BinSchLV).

## Wichtige Binnenhäfen

### Deutschland

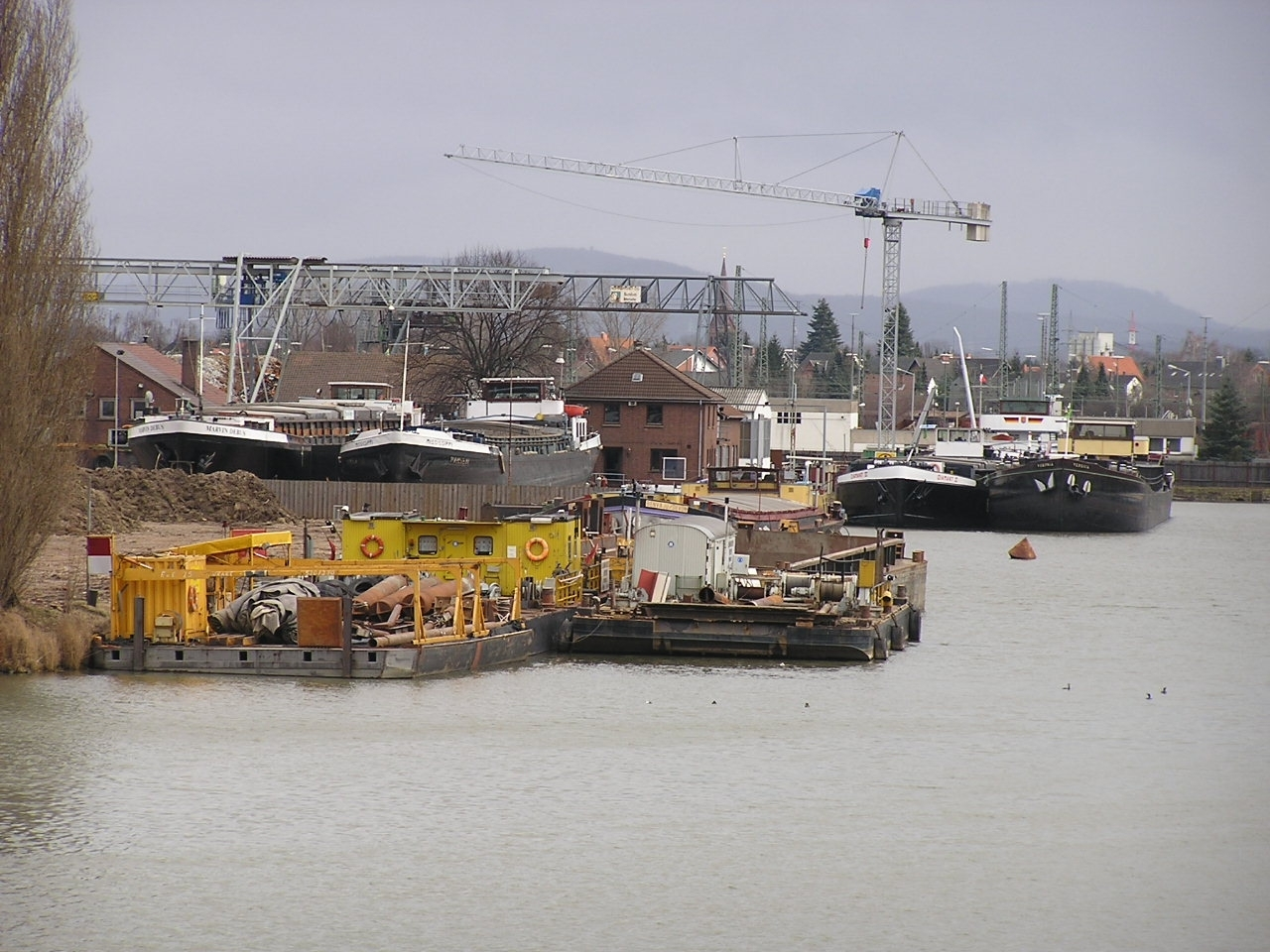
Industriehafen Minden

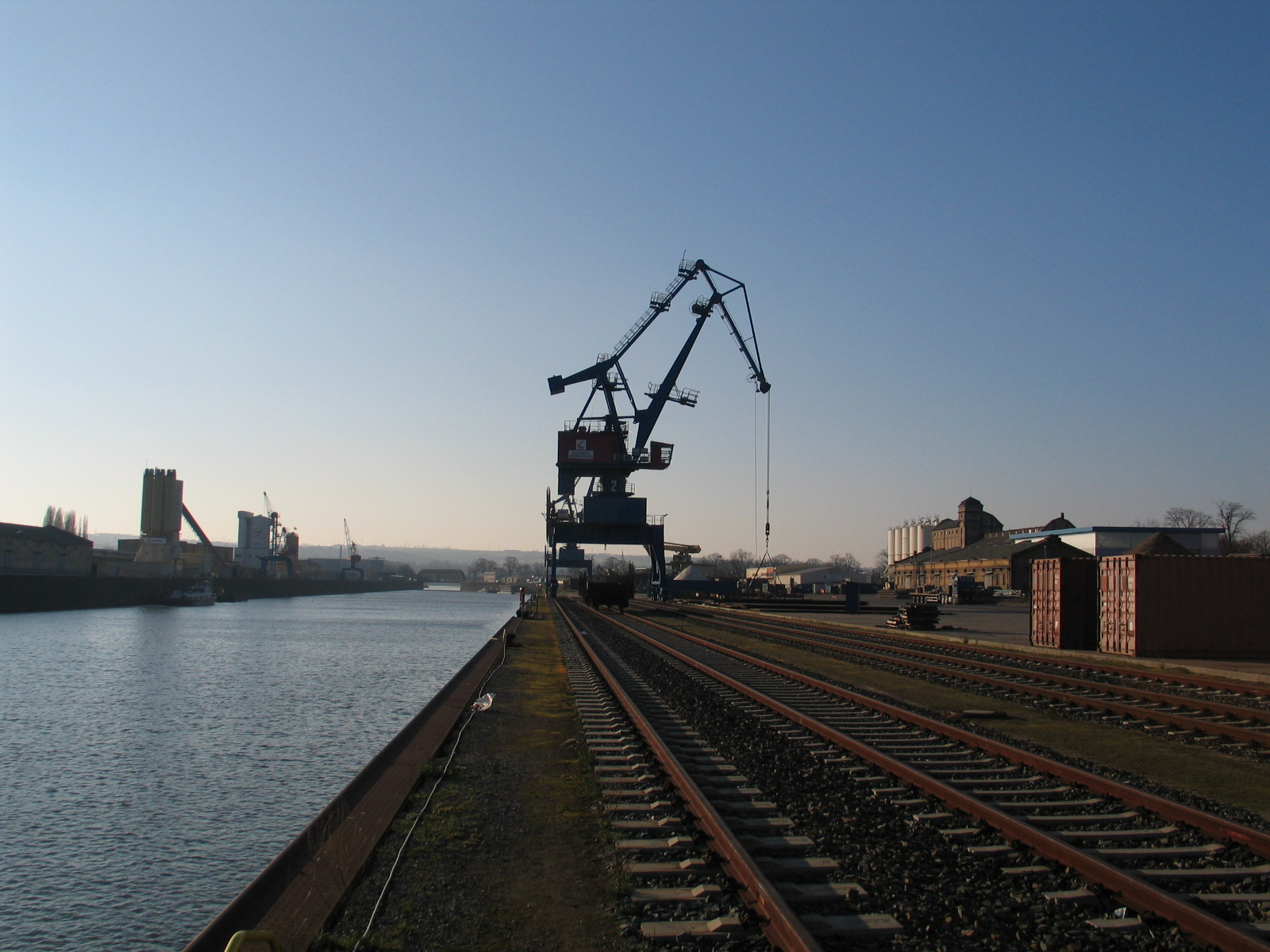
Alberthafen in Dresden

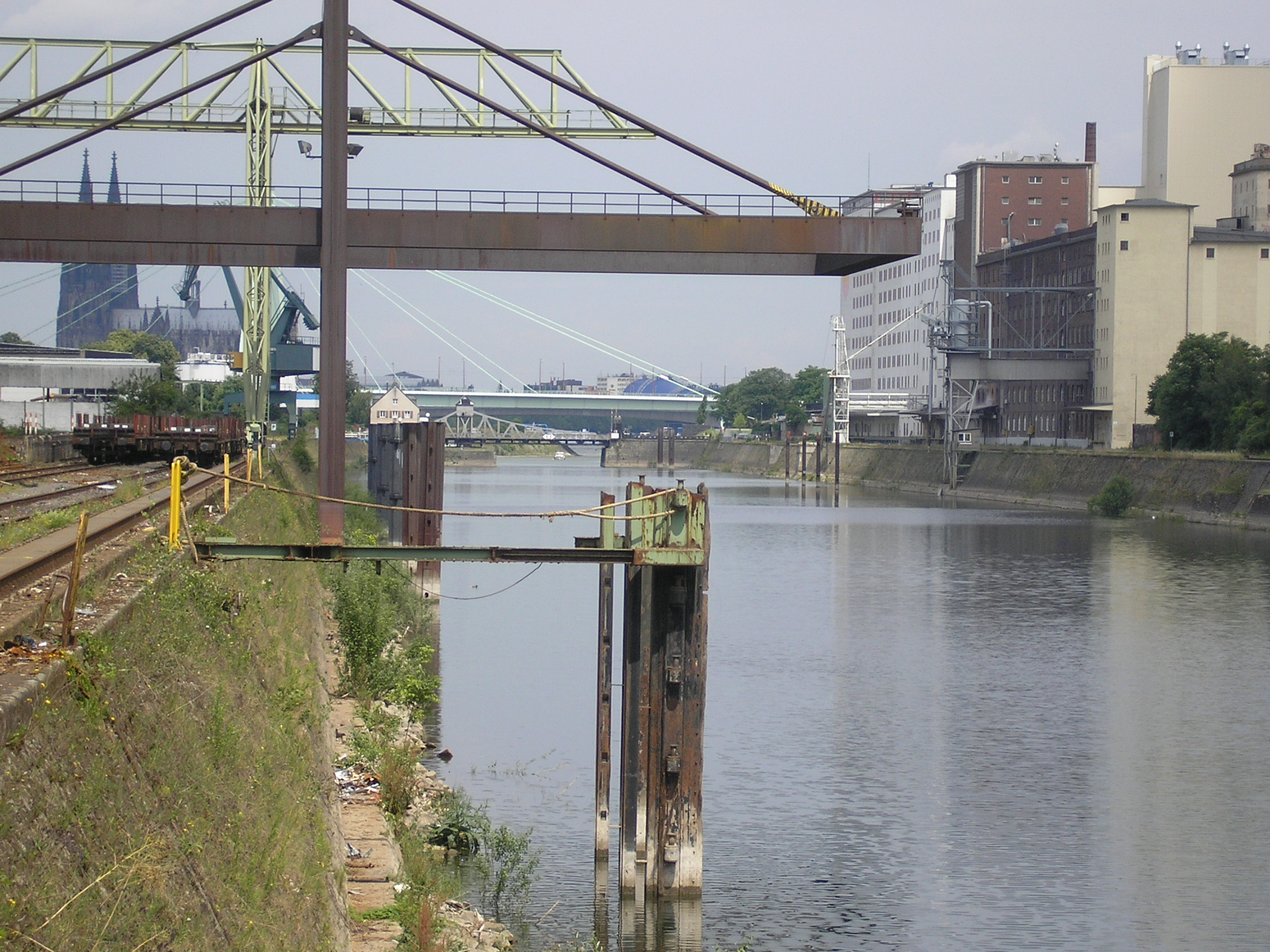
Deutzer Hafen in Köln

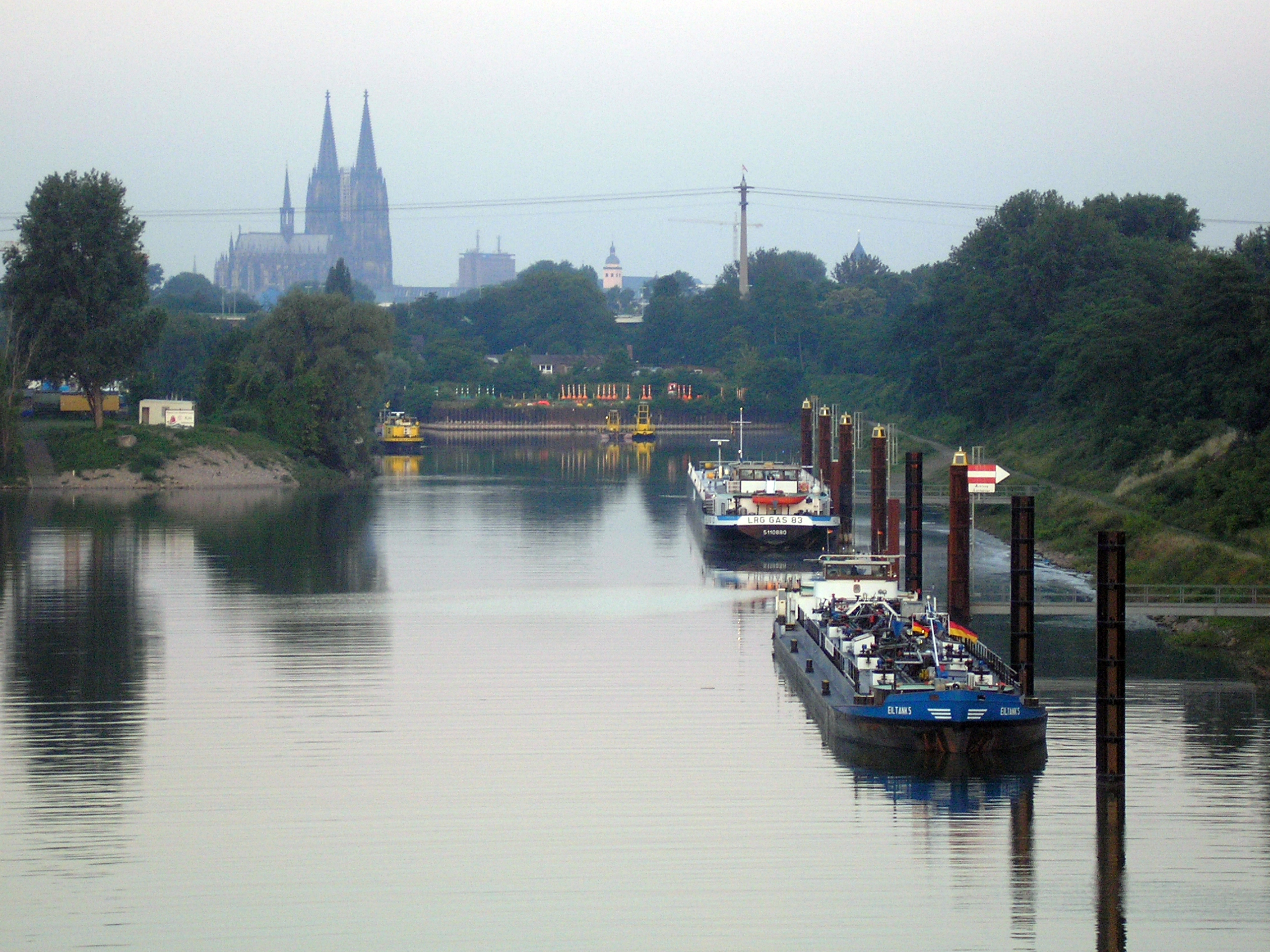
Hafen K-Mülheim mit WSA-Tonnenhof

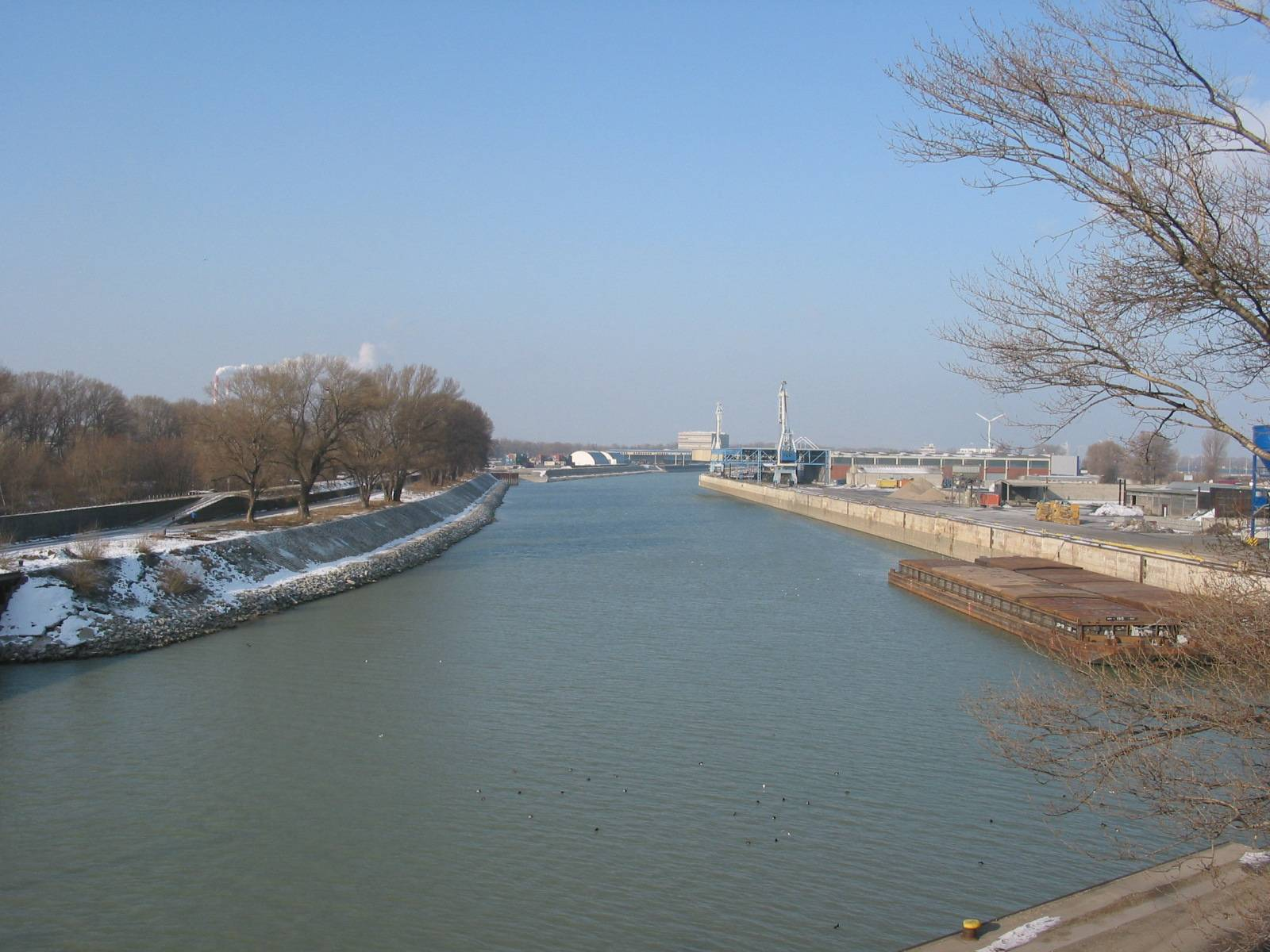
Winterhafen Wien

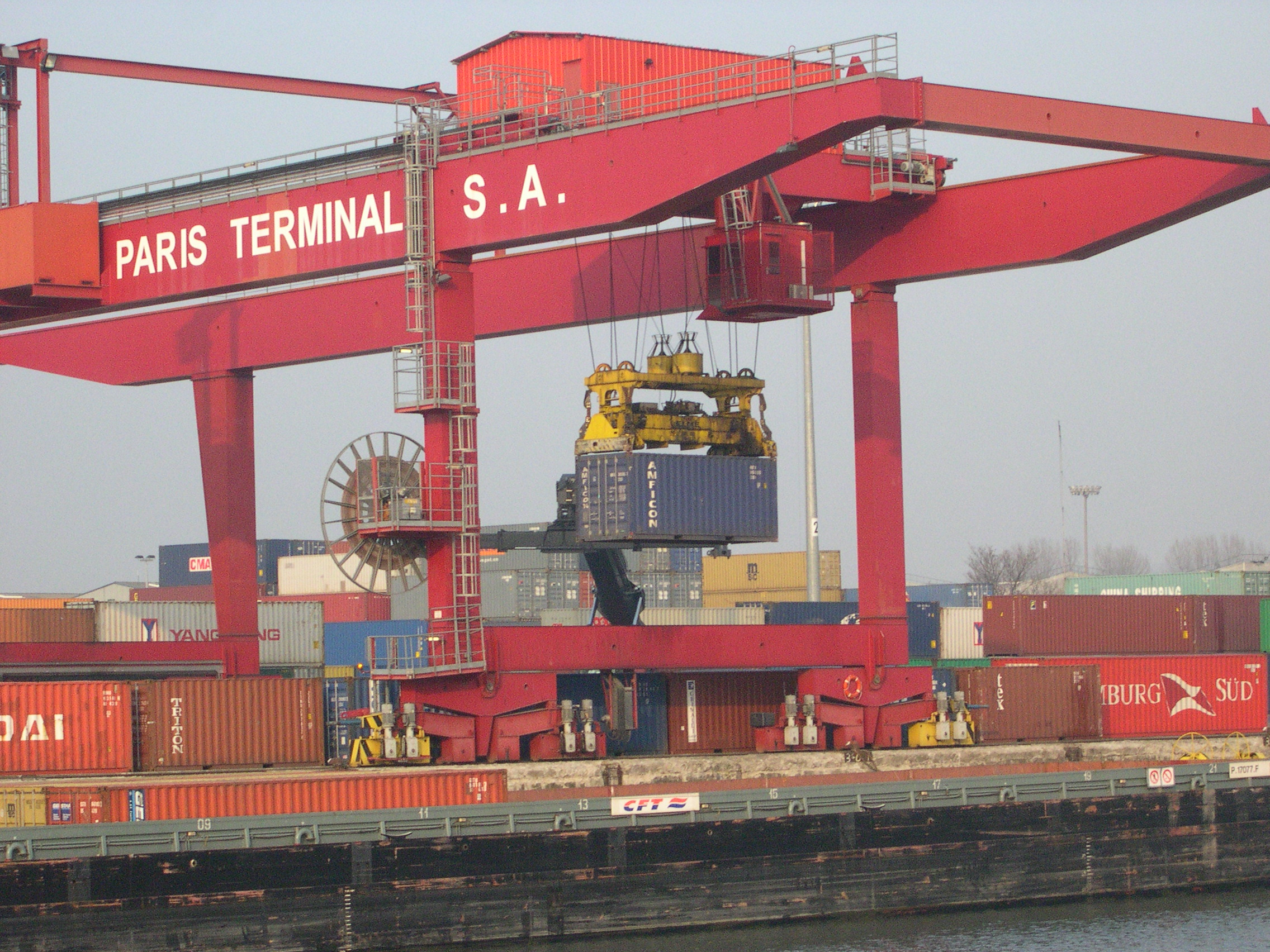
Hafen Gennevilliers

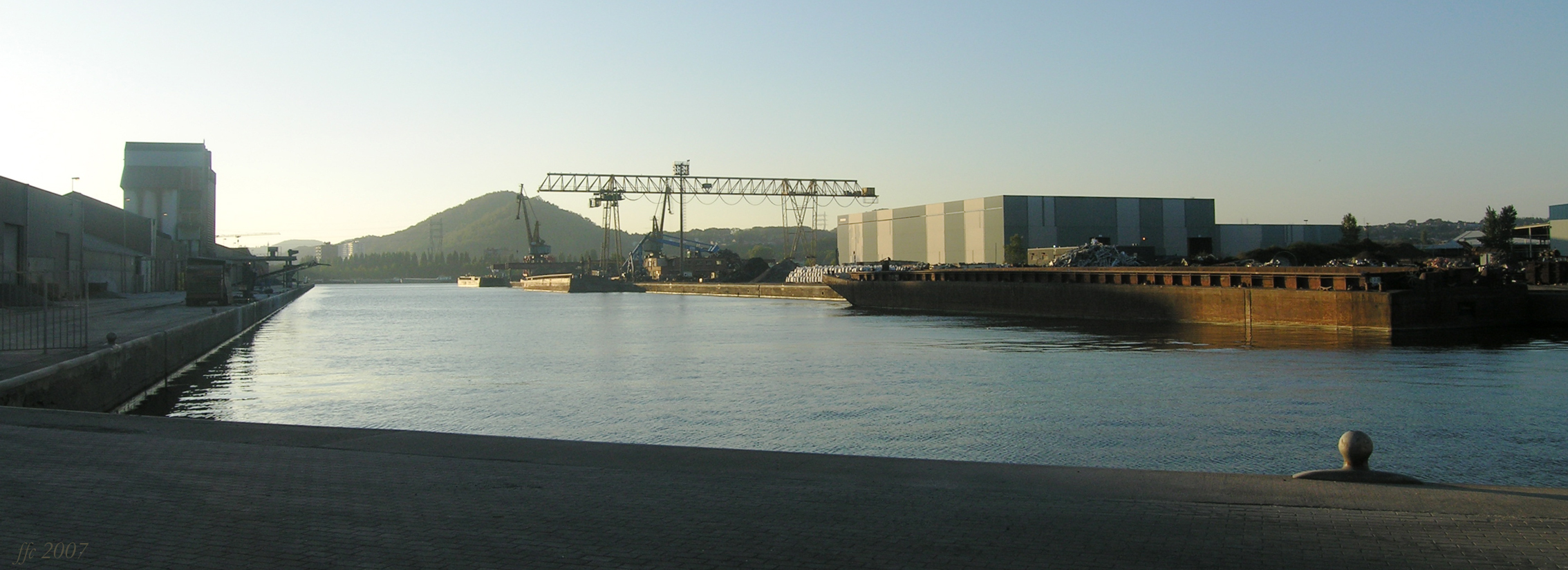
Hafen Lüttich

Die Duisburg-Ruhrorter Häfen gelten als größter europäischer Binnenhafen. Durch regelmäßige Verbindungen mit europäischen See- und Binnenhäfen mittels flussgängiger Seeschiffe fungiert er zudem auch als Seehafen. Per Schiff wurden, einschließlich privater Werkshäfen, 2016 über 53 Millionen Tonnen an Gütern umgeschlagen. Mit einigem Abstand folgen als nächstgrößte deutsche Binnenhäfen die Kölner Häfen (15,6 Mio.). Der gesamte Umschlag einschließlich Bahn und Straßenverkehr betrug 2016 133,1 Mio. Tonnen.
Der Umschlag im Binnenschifffahrtsverkehr der deutschen Seehäfen betrug hier zum Vergleich 12,2 Millionen Tonnen im Hamburger Hafen und 5,9 Millionen in den Häfen Bremen/Bremerhaven (jeweils 2008).
Binnenhäfen in Deutschland (in Klammern der wasserseitige Warenumschlag in Millionen Tonnen):
| - Andernach (2015: 2,852) - Aschaffenburg (2018: 0,576) - Bamberg (2005: 0,234) - Bendorf (2010: 1,74) - Berlin (2015: 3,59, davon Westhafen 0,34, Südhafen Spandau 0,09) - Bonn - Braunschweig (2008: 0,7) - Brake, Binnenhafen (2005: 1,0) - Brunsbüttel - Bückeburg-Rusbend - Deggendorf - Dortmund (2007: 3,2) - Dresden - Duisburg (2005: 14,8 ohne Privathäfen, 2016: Schiffsumschlag einschließlich Privathäfen: 53,1) - Eberswalde - Eisenhüttenstadt (2011: 0,1) - Emden, Binnenhafen (2005: 1,9) - Emmerich am Rhein, Hafen Emmerich: (2015 125 668 TEU) - Essen, Stadthafen - Frankfurt am Main (2005: 1,9 ohne Privathäfen) - Frankfurt (Oder) - Gelsenkirchen (1,2) - Rheinhafen Germersheim - Gernsheim, Häfen Gernsheim - Halle (Saale) - Hamm (2008: 3,1 davon Stadthafen 1,75) - Husum - Hanau (2005: 1,84) - Hannover (2006: 3,75) - Heilbronn (2008: 3,9) - Hildesheim, Hafen (2003: 0,7) - Karlsruhe (2005: 6,5) - Kehl, Häfen Kehl (2005: 3,6) - Kelheim/Saal (2013: 0,4) - Koblenz (2006: 1,0) - Köln (2006: 15,6) - Königs Wusterhausen (2012: 1,5) - Krefeld, Rheinhafen Krefeld (2010: 3,22) - Kreishafen Rendsburg (2020: 0,56) - Hafen Lahnstein | - Lübeck - Ludwigshafen (2006: 7,6) - Lüneburg (Elbe-Seiten-Kanal) (0,2) - BP Lingen-Holthausen (2004: 2,21) - Magdeburg (2014: 3,5) - Mainz (2005: 2,8) - Mannheim (2007: 8,3) - Mehrum (2004: 1,6) - Minden (2002: 0,23) - Mülheim an der Ruhr (1,0) - Münster (2006: 0,12) - Neuss/Düsseldorf (2006: 9,7) - Nürnberg (2005: 0,55) - Oldenburg (2005: 1,3) - Osnabrück (2004: 0,6) - Passau (2013: 0,28) - Plochingen - Regensburg (2014: 2,2) - Rendsburg Port (2015: 0,16) - Riesa - Rinteln-Engern (2004: 0,6) - Saarlouis (2008: 3,6) - Salzgitter-Beddingen (2000: 2,0) - Schweinfurt - Stade-Bützfleth, Binnenhafen (2005: 0,6) - Straubing (2015: 0,5) - Stuttgart (2008: 1,1) - Trier (2006: 1,1) - Uelzen (0,2) - Velten (2011: 0,2) - Völklingen - Wesel/Voerde (2016: 3,4) - Würzburg - Wustermark - Hafen Wörth - Weserumschlagstelle Hann. Münden |  |
| | |  |

#### Ältesten Binnenhafen Bayerns
- Marktsteft[6]

### Schweiz
- Schweizerische Rheinhäfen

### Österreich
- Wien (2010: 1,25 Mio. t)[7]
- Linz

### Frankreich
- Paris (Gennevilliers, 2004: 19,6 Mio. t)
- Straßburg (2003: 8,2 Mio. t)
- Lille

### Niederlande
- Werkendam
- Maasbracht
- Maastricht

Seehäfen mit Binnenverkehr:
- Moerdijk
- Hafen Rotterdam

### Belgien
- Hafen von Brüssel (7,5 Mio. t, 2005)
- Hafen von Charleroi (2,7 Mio. t, 2006)
- Hafen von La Louvière (5 Mio. t, 2006)
- Hafen von Lüttich (15,4 Mio. t, 2010, wasserseitig)
- Hafen von Namur (3,5 Mio. t, 2003)

Seehäfen mit Binnenverkehr:
- Hafen von Antwerpen (84,3 Mio. t Binnenverkehr, 2006)
- Hafen von Gent (18,4 Mio. t Binnenverkehr, 2006)

### Asien

#### China
Die größten Binnenhäfen Chinas befinden sich am Jangtsekiang.
- Nanjing (200 Mio. t)
- Zhenjiang
- Suzhou
- Jiangyin
- Chongqing